# باولا فيرست
باولا فيرست (بالألمانية: Paula Fürst)‏ هي مُدرسة ألمانية، ولدت في 6 أغسطس 1894، وتوفيت في 1942 في معسكر أوشفيتز بيركينو في بولندا.